# لورا بلانشارد
لورا بلانشارد (بالفرنسية: Laura Blanchard)‏ (3 أغسطس 1995 في فرنسا - ) هي لاعبة كرة قدم فرنسية في مركز الوسط.

## وصلات خارجية
- لورا بلانشارد على موقع قاعدة بيانات كرة القدم.إي يو (الإنجليزية)